# Рисаль (провинция)
Рисаль (англ. Province of Rizal, таг. Lalawigan ng Rizal) — провинция Филиппин, в регионе Калабарсон. Провинция получила название в честь национального героя страны, Хосе Рисаля.

## География
Расположена в центральной части острова Лусон, в 16 км к востоку от столицы страны, Манилы. Граничит с провинциями Булакан (на севере), Кесон (на востоке) и Лагуна (на юге), а также со столичным регионом. Включает северное побережье озера Лагуна-де-Бай. Горный рельеф, включает в себя западные склоны южной части Сьерра-Мадре.

## Население
Население провинции по данным переписи 2010 года составляет 2 484 840 человек.

## Административное деление
В административном отношении подразделяется на 1 город (Антиполо) и 13 муниципалитетов:
| №  | Муниципалитеты   | Количество Барангаев | Площадь, км² | Население, чел. (2010) | Плотность, чел./км² |
| -- | ---------------- | -------------------- | ------------ | ---------------------- | ------------------- |
| 1  | Ангоно           | 10                   | 26,22        | 102 407                | 3 707,44            |
| 2  | Антиполо (город) | 16                   | 306,10       | 677 741                | 2 071,12            |
| 3  | Барас            | 10                   | 84,93        | 32 609                 | 371,18              |
| 4  | Бинангонан       | 40                   | 66,34        | 249 872                | 3 601,61            |
| 5  | Каинта           | 7                    | 26,81        | 311 845                | 11 810,63           |
| 6  | Кардона          | 18                   | 28,56        | 47 414                 | 1 573,60            |
| 7  | Хала-Хала        | 11                   | 44,12        | 30 074                 | 651,36              |
| 8  | Моронг           | 8                    | 37,58        | 52 194                 | 1 344,81            |
| 9  | Пилилья          | 9                    | 69,95        | 59 527                 | 836,67              |
| 10 | Родригес         | 11                   | 312,70       | 280 904                | 715,00              |
| 11 | Сан-Матео        | 15                   | 55,09        | 205 255                | 3 355,60            |
| 12 | Танай            | 19                   | 200,00       | 98 879                 | 472,3               |
| 13 | Тайтай           | 5                    | 38,80        | 288 956                | 6 765,08            |
| 14 | Тереса           | 9                    | 18,61        | 47 163                 | 2 387,75            |

## Экономика
Из-за близости к Маниле, провинция имеет одну из наиболее прогрессивных экономик в стране. Муниципалитеты, примыкающие к столичному региону, высоко урбанизированы. Также, Рисаль имеет самый низкий в стране уровень бедности (3,4 %), что даже ниже чем в Маниле. Административный центр провинции, город Антиполо — важный центр торговли, туризма, образования и спорта.

## Города-побратимы
- Новый Тайбэй, Тайвань[2]